# Gonggar
Gonggar, (chữ Tạng: སྣེ་གདོང་རྫོང་; Wylie: gong dkar rdzong; ZWPY: Gonggar Zong; tiếng Trung: 贡嘎县; bính âm: Gònggá Xiàn, Hán Việt: Cống Ca huyện) là một huyện của địa khu Sơn Nam (Lhoka), khu tự trị Tây Tạng, Trung Quốc. Trên địa bàn của huyện có Sân bay Gonggar Lhasa, phi trường chính của khu tự trị.

### Trấn
- Cát Hùng (吉雄镇)
- Cương Đôi (岗堆镇)
- Giáp Trúc Lâm (甲竹林镇)
- Giang Đường (江塘镇)
- Kiệt Đức Tú (杰德秀镇)

### Hương
- Lãng Kiệt Học (朗杰学乡)
- Xương Quả (昌果乡)
- Đông Lạp (东拉乡)

Gonggar
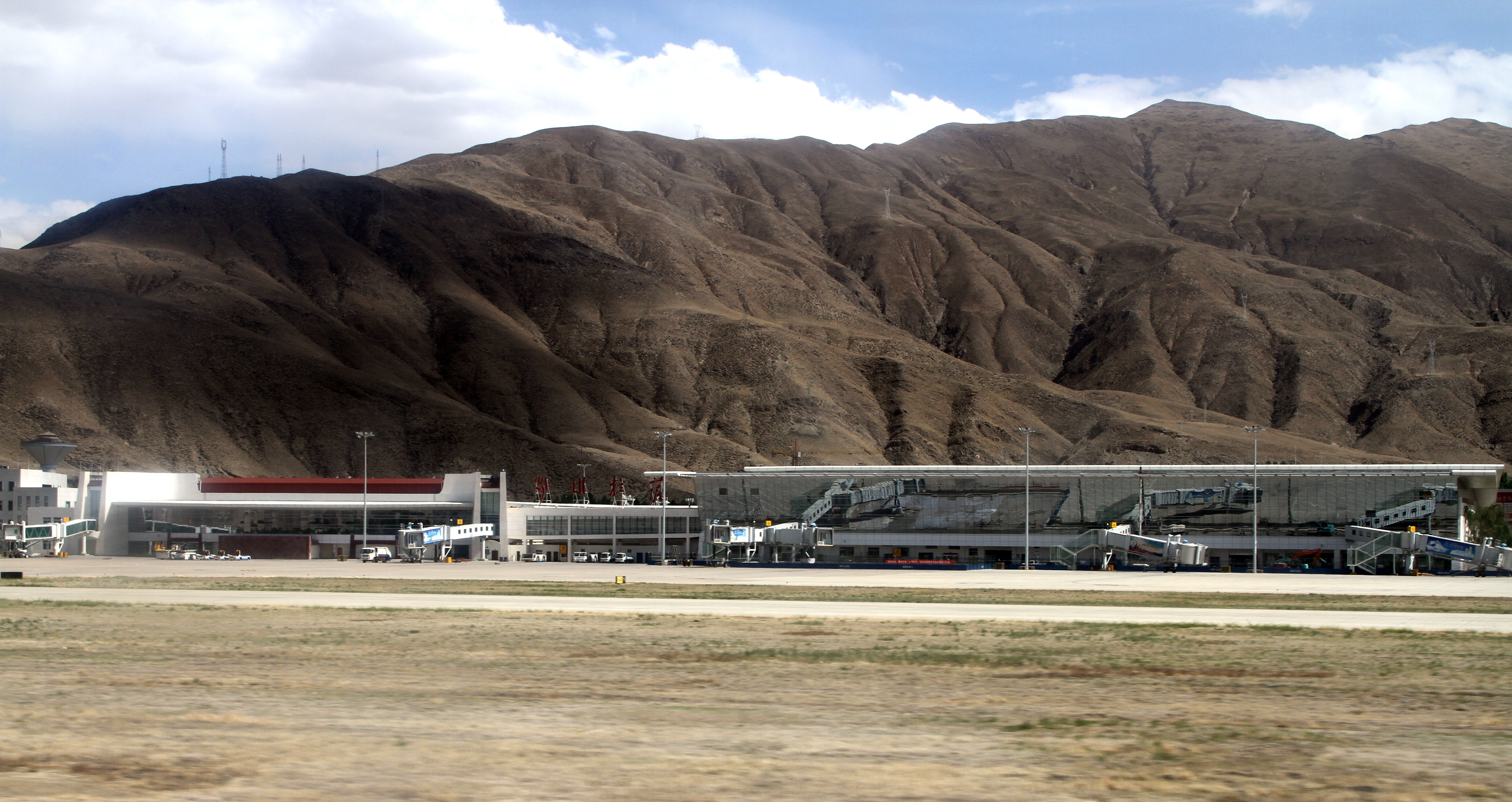
Sân bay Gonggar Lhasa
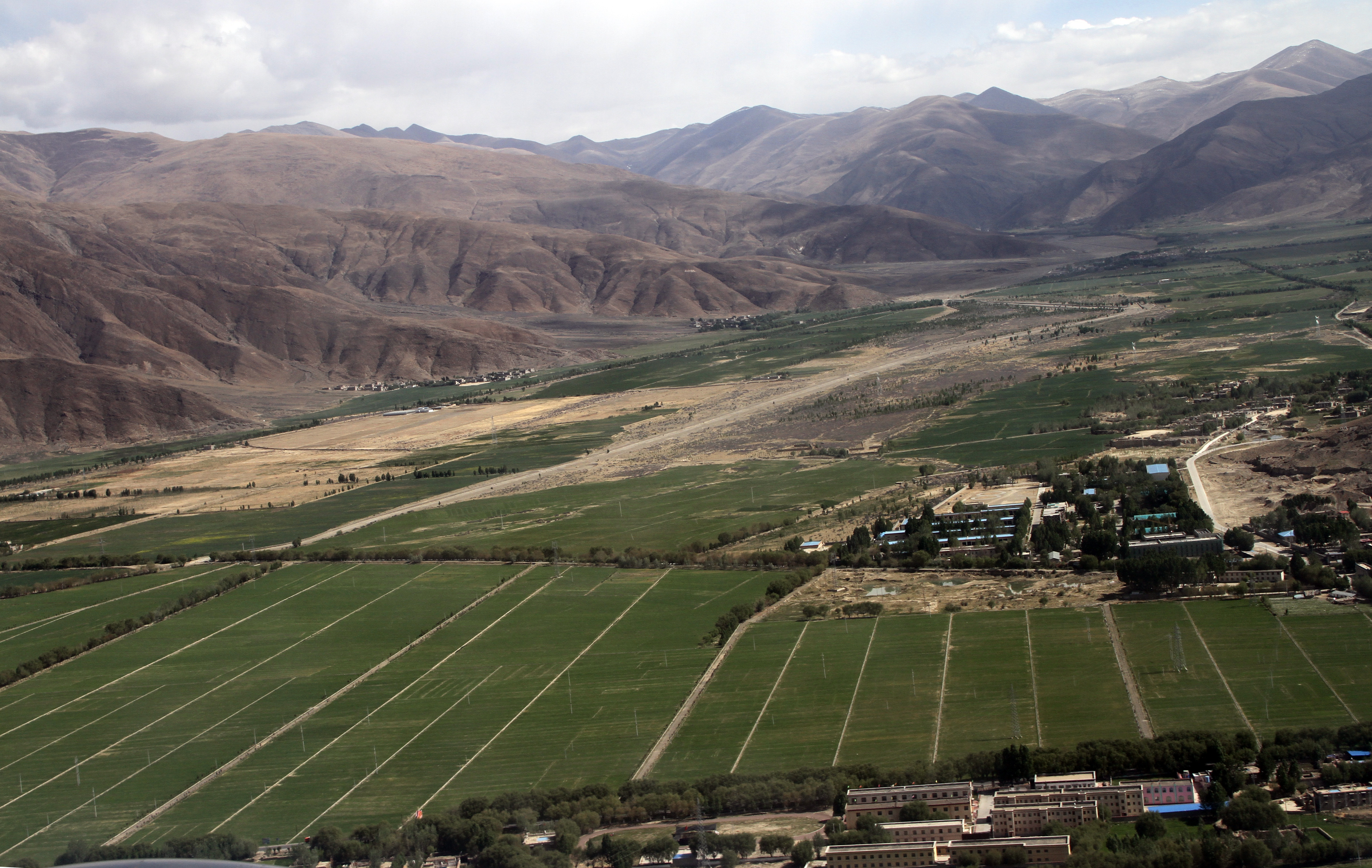
Gonggar
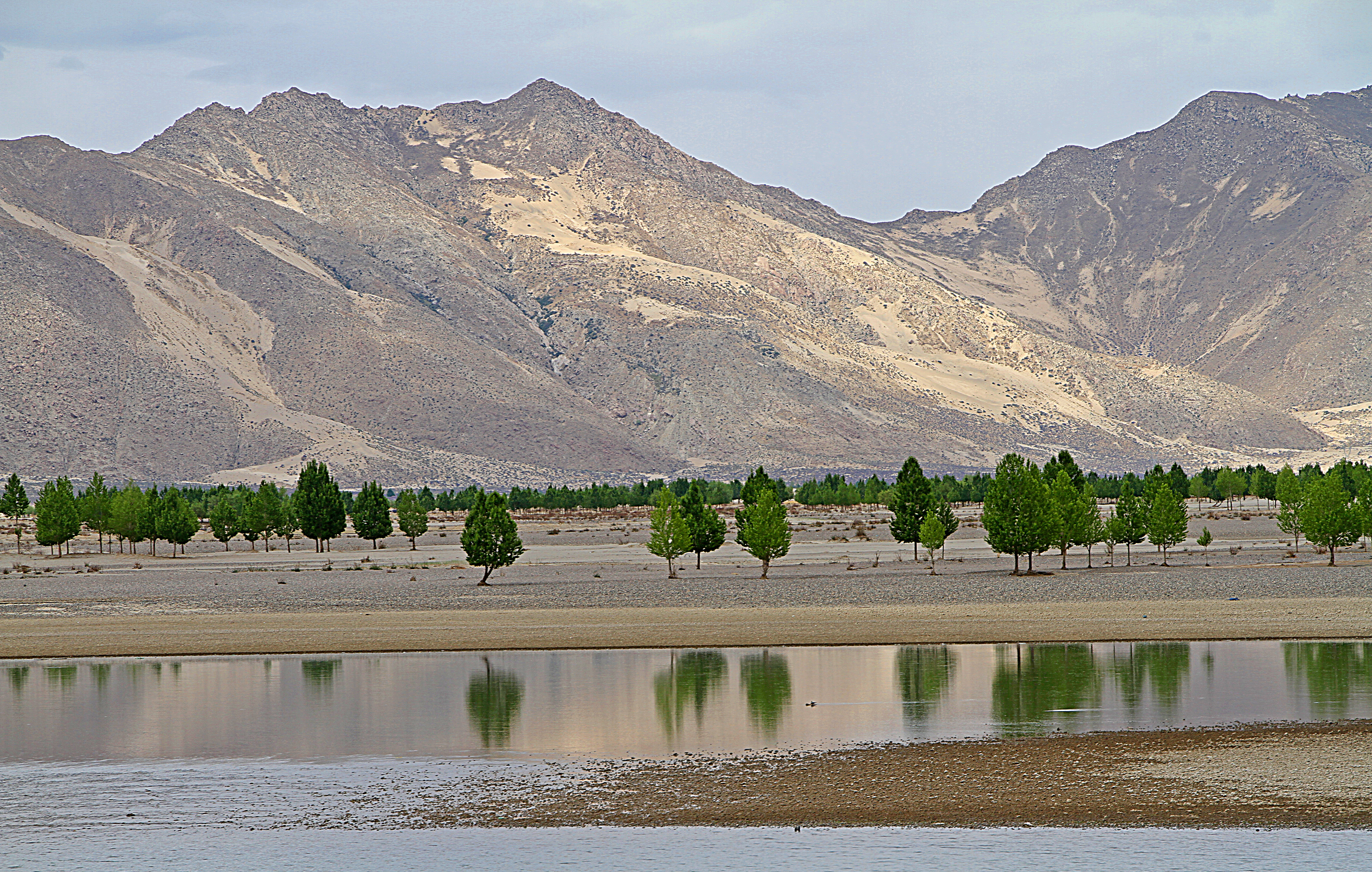
Yarlung Tsangpo
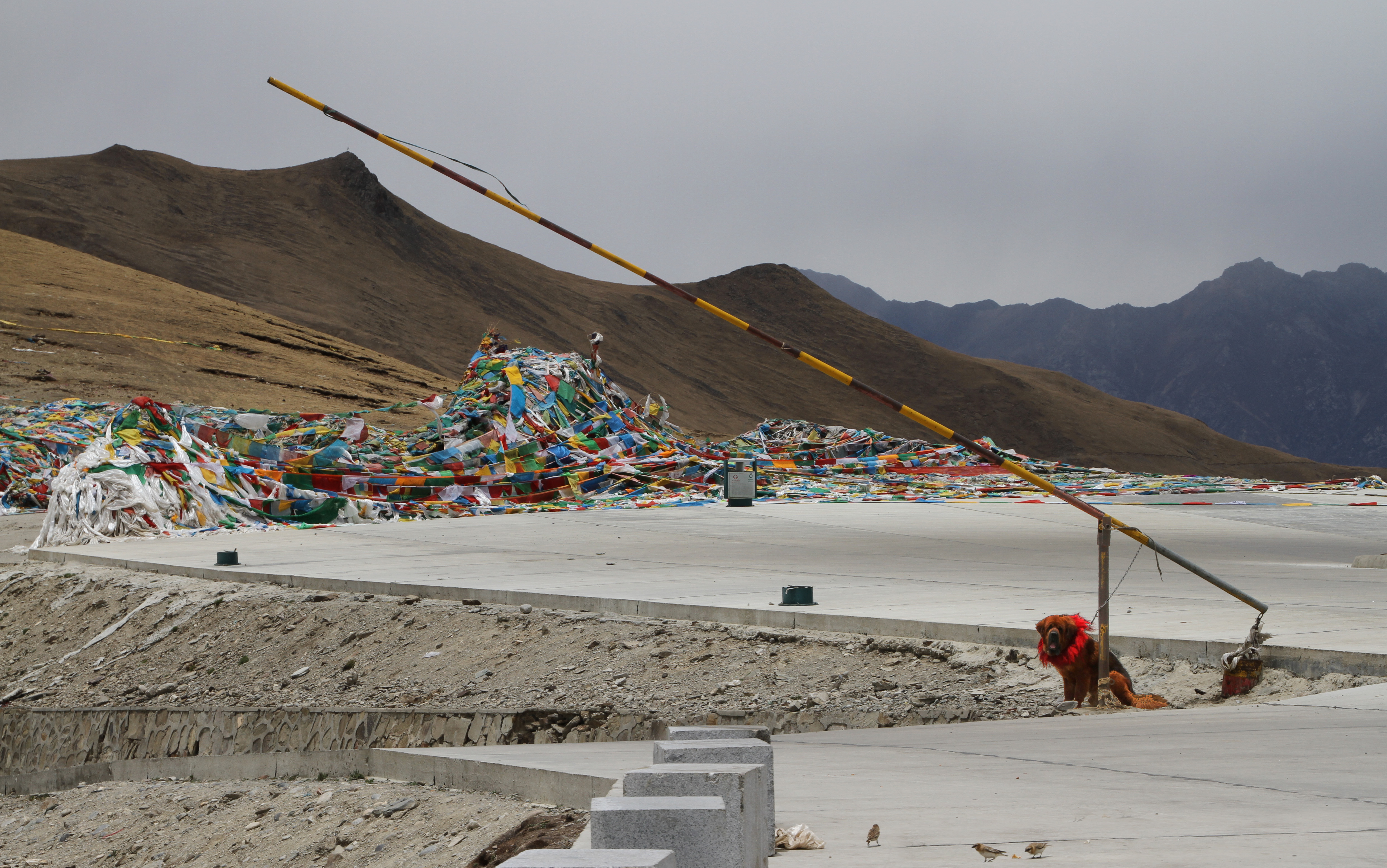
Kampa La 4793m
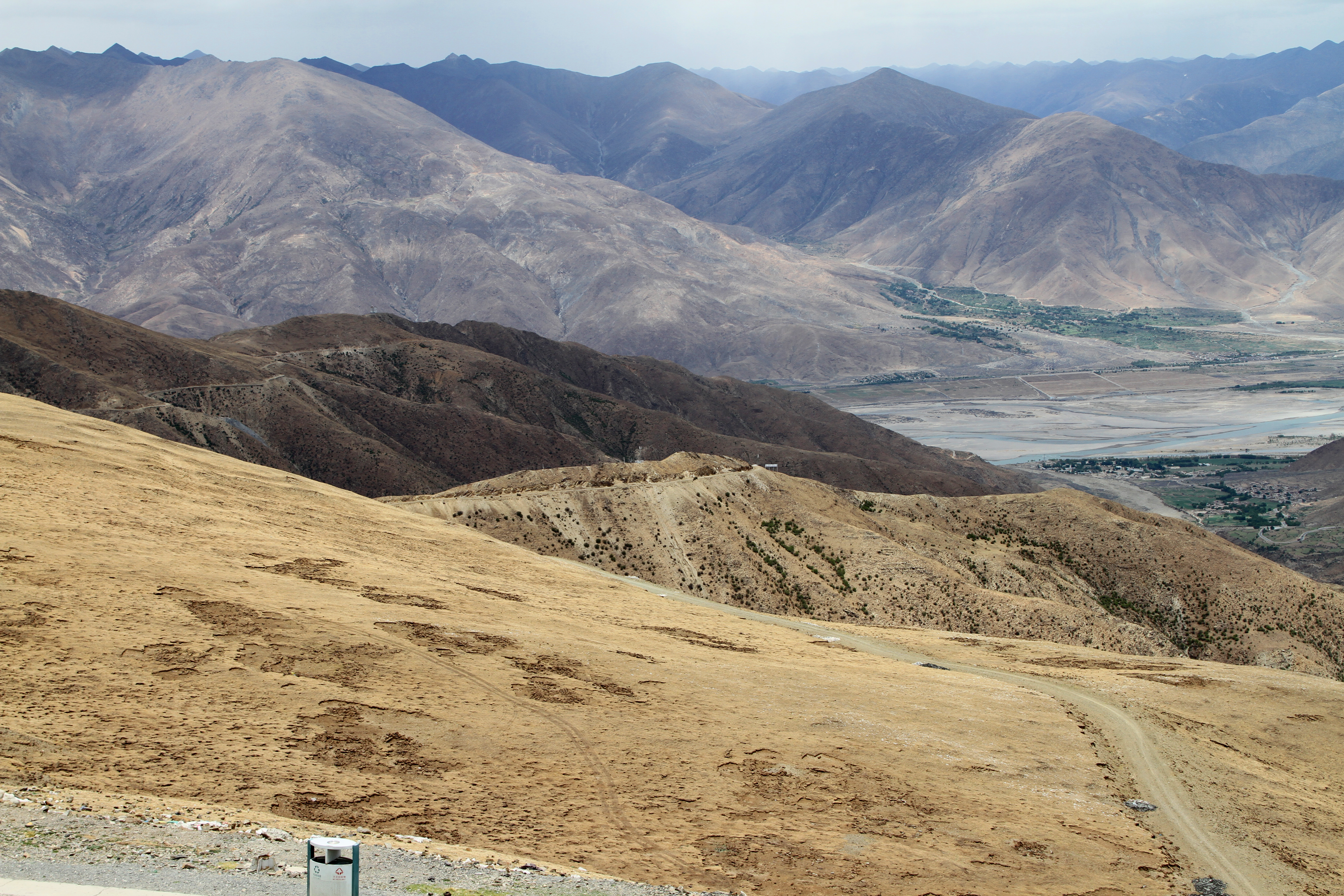
Kampa La
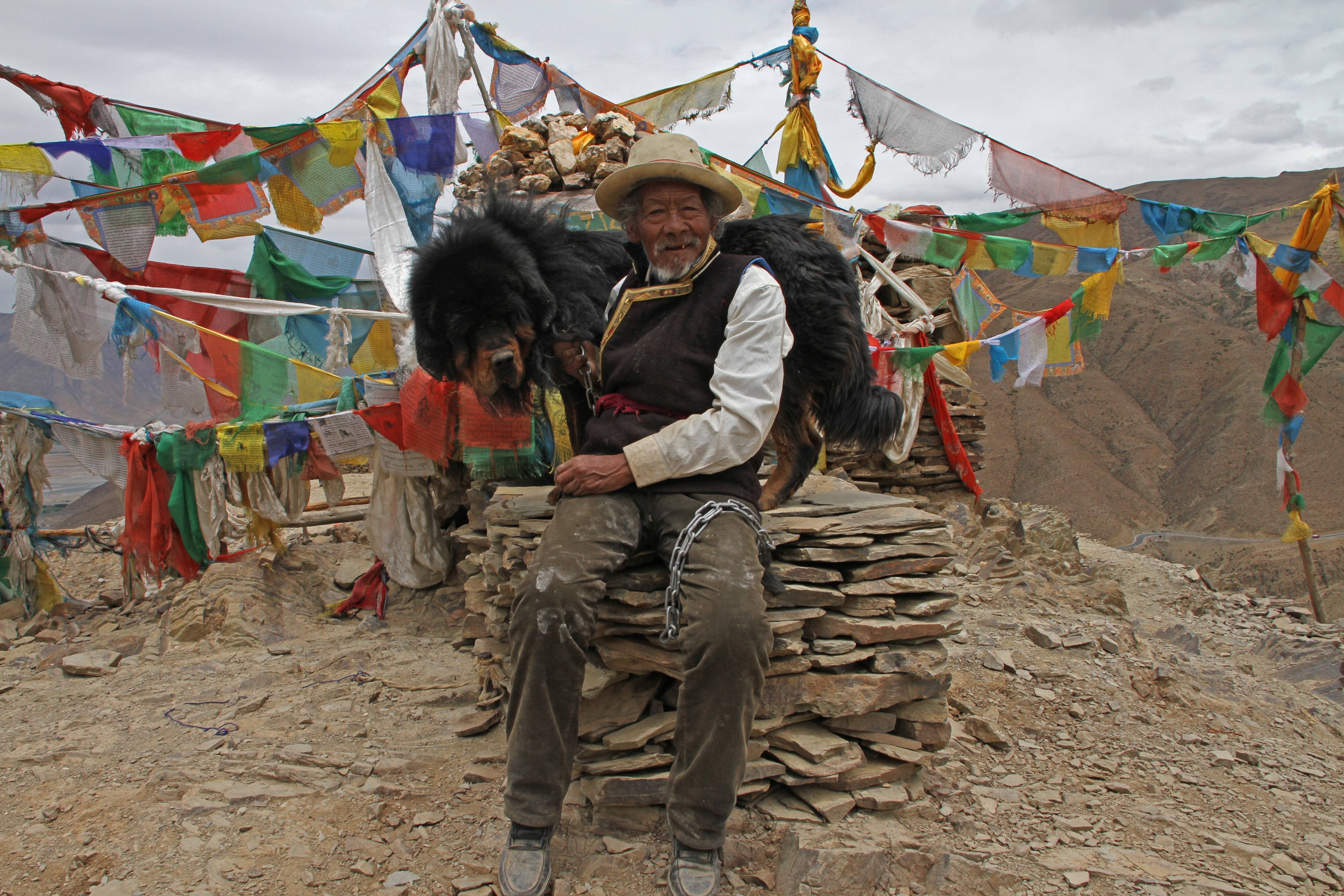